# Payrin-Augmontel
 Payrin-Augmontel là một xã thuộc tỉnh Tarn trong vùng Occitanie ở phía nam nước Pháp. Xã này nằm ở khu vực có độ cao trung bình 225 mét trên mực nước biển.
Sông Espinat tạo thành phần lớn ranh giới phía đông, sau đó đổ vào sông Thoré, sông tạo thành ranh giới phía nam thị trấn.